# Maximilian Ulrich von Kaunitz
Maximilian von Kaunitz-Rietberg (Vienna, 27 marzo 1679 – Brno, 10 settembre 1746) è stato un diplomatico e politico austriaco.
Fu governatore della Moravia dal 1720 al 1746.

## Biografia

### Le origini e la famiglia
Maximilian Ulrich era fratello minore di Franz Karl von Kaunitz (1676-1717), canonico a Olomouc e il vescovo di Lubiana. I suoi genitori erano Dominik Andreas I von Kaunitz, barone di Šlapanice e vice cancelliere del Sacro Romano Impero, e Maria Eleonora (m. 2 dicembre 1706), figlia del conte Adolph Wratislaw von Sternberg, colonnello vice comandante a Praga di Anna Lucia Slawate di Chlum e Košumberk.
Il 6 agosto 1699 sposò Marie Ernestine Francisca von Rietberg, erede del conte Ferdinand Maximilian e di sua moglie, la contessa Elisabeth Johanette Franzsika von Manderscheid-Blankenheim. Al momento del matrimonio, Kaunitz aveva vent'anni, mentre sua moglie ne aveva appena tredici. Con questo importante matrimonio, alla sua famiglia pervenne la contea di Rietberg e l'assunzione quindi del cognome Kaunitz-Rietberg. Dal matrimonio nacquero cinque figlie e undici figli tra cui:
- Maria Antonia Josepha von Kaunitz-Rietberg, (15 giugno 1708 - Austerlitz, 14 luglio 1778), sposò nel 1738 il conte Hans Adam von Quest Castle, ciambellano imperiale
- Wenzel Anton von Kaunitz-Rietberg, principe del Sacro Romano Impero dal 1764, cancelliere imperiale, conte di Rittenberg (Vienna, 2 febbraio 1711 - ivi, 27 giugno 1794), sposò il 6 maggio 1736 la contessa Maria Ernestine von Starhemberg.

### La carriera
Ereditata la contea di Rietberg in tenera età, sino al raggiungimento dei 18 anni rimase sotto tutela. Intrapresa la carriera del servizio civile in Austria, nel 1706 riuscì ad essere nominato ciambellano imperiale e dal 1721 fu ambasciatore imperiale alla corte papale di Roma.
Dal 1718 gli venne riconosciuto il titolo di conte, pur continuando a risiedere con la sua famiglia prevalentemente a Vienna, governando la contea di Rietberg tramite procura. Dal 1720 sino alla propria morte, fu governatore generale della Moravia dove, tra le altre cose, cercò di rendere navigabile il fiume March. Creò un'accademia corporativa a Olomouc e fece costruire una strada di collegamento veloce tra Brno ed Olomouc, procedendo anche alla riforma del sistema fiscale locale. Costruì ghetti ove alloggiare la popolazione ebrea e zingara.
Fu quindi emissario imperiale al conclave del 1724 che vide l'elezione di papa Benedetto XIII. Per i suoi servigi venne onorato del Toson d'oro nel 1744.

## Ascendenza
|                                            |                             |                                              | Genitori                                         |  |  | Nonni |  |  | Bisnonni             |  |  | Trisnonni             |  |
|                                            |                             |                                              |                                                  |  |  |       |  |  | Ulrich V von Kaunitz |  |  | Ulrich IV von Kaunitz |  |
|                                            |                             |                                              |                                                  |  |  |       |  |  | Ulrich V von Kaunitz |  |  | Ulrich IV von Kaunitz |  |
|                                            |                             | Agnes von Boskowitz                          |                                                  |  |  |       |  |  | Ulrich V von Kaunitz |  |  |                       |  |
| Leopold Wilhelm von Kaunitz                |                             |                                              |                                                  |  |  |       |  |  | Ulrich V von Kaunitz |  |  |                       |  |
|                                            |                             | Ludmila Raupowsky von Raupow                 | Wilhelm Raupowsky von Raupow                     |  |  |       |  |  |                      |  |  |                       |  |
|                                            |                             | Ludmila Raupowsky von Raupow                 | Wilhelm Raupowsky von Raupow                     |  |  |       |  |  |                      |  |  |                       |  |
|                                            |                             | Ludmila Raupowsky von Raupow                 | Anna Kragirz von Kraigk                          |  |  |       |  |  |                      |  |  |                       |  |
| Dominik Andreas I von Kaunitz              |                             | Ludmila Raupowsky von Raupow                 |                                                  |  |  |       |  |  |                      |  |  |                       |  |
|                                            |                             | Massimiliano di Dietrichstein                | Sigismondo II di Dietrichstein                   |  |  |       |  |  |                      |  |  |                       |  |
|                                            |                             | Massimiliano di Dietrichstein                | Sigismondo II di Dietrichstein                   |  |  |       |  |  |                      |  |  |                       |  |
|                                            |                             | Massimiliano di Dietrichstein                | Johanna von der Leiter                           |  |  |       |  |  |                      |  |  |                       |  |
| Eleonore von Dietrichstein                 |                             | Massimiliano di Dietrichstein                |                                                  |  |  |       |  |  |                      |  |  |                       |  |
|                                            |                             | Anna Maria del Liechtenstein                 | Carlo I del Liechtenstein                        |  |  |       |  |  |                      |  |  |                       |  |
|                                            |                             | Anna Maria del Liechtenstein                 | Carlo I del Liechtenstein                        |  |  |       |  |  |                      |  |  |                       |  |
|                                            |                             | Anna Maria del Liechtenstein                 | Anna Maria Šemberová von Boskovic und Černá Hora |  |  |       |  |  |                      |  |  |                       |  |
| Maximilian Ulrich von Kaunitz              |                             | Anna Maria del Liechtenstein                 |                                                  |  |  |       |  |  |                      |  |  |                       |  |
|                                            | Johann Rudolf von Sternberg | Stephan Georg von Sternberg                  |                                                  |  |  |       |  |  |                      |  |  |                       |  |
|                                            | Johann Rudolf von Sternberg | Stephan Georg von Sternberg                  |                                                  |  |  |       |  |  |                      |  |  |                       |  |
|                                            | Johann Rudolf von Sternberg | Johanna Katharina von Talmberg               |                                                  |  |  |       |  |  |                      |  |  |                       |  |
| Adolph Wratislaw von Sternberg             | Johann Rudolf von Sternberg |                                              |                                                  |  |  |       |  |  |                      |  |  |                       |  |
|                                            |                             | Helene Eustachie Krinecká zu Ronova          | Albrecht Gottfried Krinecky von Ronov            |  |  |       |  |  |                      |  |  |                       |  |
|                                            |                             | Helene Eustachie Krinecká zu Ronova          | Albrecht Gottfried Krinecky von Ronov            |  |  |       |  |  |                      |  |  |                       |  |
|                                            |                             | Helene Eustachie Krinecká zu Ronova          | Katharina Mirkovsky von Tropcic                  |  |  |       |  |  |                      |  |  |                       |  |
| Maria Eleonora von Sternberg               |                             | Helene Eustachie Krinecká zu Ronova          |                                                  |  |  |       |  |  |                      |  |  |                       |  |
|                                            |                             | Jáchym Oldřich Slawate z Chlumu a Kosumberka | Viléma Slavaty z Chlumu a Košumberka             |  |  |       |  |  |                      |  |  |                       |  |
|                                            |                             | Jáchym Oldřich Slawate z Chlumu a Kosumberka | Viléma Slavaty z Chlumu a Košumberka             |  |  |       |  |  |                      |  |  |                       |  |
|                                            |                             | Jáchym Oldřich Slawate z Chlumu a Kosumberka | Lucie Otýlie z Hradce                            |  |  |       |  |  |                      |  |  |                       |  |
| Anna Lucia Slawate von Chlum und Košumberk |                             | Jáchym Oldřich Slawate z Chlumu a Kosumberka |                                                  |  |  |       |  |  |                      |  |  |                       |  |
|                                            |                             | Maria Franziska Theresia von Meggau          | Leonhard Helfried von Meggau                     |  |  |       |  |  |                      |  |  |                       |  |
|                                            |                             | Maria Franziska Theresia von Meggau          | Leonhard Helfried von Meggau                     |  |  |       |  |  |                      |  |  |                       |  |
|                                            |                             | Maria Franziska Theresia von Meggau          | Anna Susana Khuen von Belasi                     |  |  |       |  |  |                      |  |  |                       |  |
|                                            |                             | Maria Franziska Theresia von Meggau          |                                                  |  |  |       |  |  |                      |  |  |                       |  |